# Harald Nielsen
Harald Ingemann Nielsen (Frederikshavn, 1941. október 26. – 2015. augusztus 11.) olimpiai ezüstérmes dán labdarúgócsatár. Felesége Rudi Hansen színésznő.

## Pályafutása

### A válogatottban
1959. szeptember 13-án mutatkozott be a dán válogatottban a Norvégia elleni 4-2-es győzelem során, ahol ő szerezte az egyik gólt. Egy évvel később részt vett a római olimpián. Ezüstérmet nyert a válogatottal, és hat góllal a második helyen végzett a góllövőlistán, Borivoje Kostićcsal együtt.
Összesen 14 mérkőzésen 15 gólt szerzett a dán válogatottban. 1971-ben a Dán Labdarúgó Szövetség az ország legjobb játékosának választotta.